# Västertjärnen (Anundsjö socken, Ångermanland)
Västertjärnen är en sjö i Örnsköldsviks kommun i Ångermanland och ingår i Moälvens huvudavrinningsområde.